# سیرلی ماکالا
سیرلی ماکالا (انگلیسی: Sireli Maqala؛ زادهٔ ۲۱ مارس ۲۰۰۰) بازیکن راگبی ۷ نفره اهل فیجی است.
وی در مسابقات کشوری و بین‌المللی در مجموع برندهٔ ۱ مدال طلا شده‌است.